# Paolo Matthiae
Paolo Matthiae (Roma, 9 gennaio 1940) è un archeologo e orientalista italiano.
Professore presso la Sapienza Università di Roma, è considerato lo scopritore del sito di Ebla. É il decano degli archeologi di Siria ed è considerato il più profondo conoscitore delle culture della regione, grazie al suo lavoro da campo e ai contributi scientifici che ha prodotto.

## Carriera accademica
Ha compiuto i suoi studi presso l' Università degli studi di Roma "La Sapienza", laureandosi con una tesi sull'arte della Siria del II millennio a.C. 
È stato professore di archeologia e storia dell'arte del Vicino Oriente presso la stessa università dal 1963 al 2010, ed è il direttore della Missione Archeologica Italiana a Ebla della Sapienza fin dal suo inizio nel 1964; ha anche diretto le missioni di Tell Afis e Tell Tuqan, sempre della Sapienza (attualmente la concessione di Tell Afis è passata all'Università di Firenze), e la missione congiunta siro-italiana a Tell Fray nel 1973.
È stato Direttore dell'Istituto di Studi del Vicino Oriente, preside della Facoltà di Scienze Umanistiche e pro-rettore per i rapporti internazionali della Sapienza. Nella sua lunga attività di insegnamento ha creato numerosi allievi, che ora ricoprono incarichi di insegnamento in varie università italiane (Milano Statale [2], Bologna, Pisa, Perugia, Roma [5], Lecce, Catania attualmente attivi), dando vita alla Scuola Romana di Archeologia Orientale, la cui qualità è internazionalmente riconosciuta.
Ha organizzato le mostre "Da Ebla a Damasco. Diecimila anni di archeologia in Siria", Roma Musei Capitolini, 1985; "Ebla. Trent'anni di scavi in Siria dell'Università degli Studi di Roma La Sapienza", Roma, Palazzo Venezia 1995 e Trieste, Castello di Miramare 1996; "Siria, splendore e dramma", con Francesco Rutelli, Roma Palazzo Venezia, 2014; "Rinascere dalle distruzioni: Ebla, Nimrud, Palmira" con Francesco Rutelli ed Emanuele Emmanuele, Roma Colosseo, 2016, nella quale sono state proposte innovative soluzioni per la ricostruzione a grandezza naturale di monumenti perduti.
Ha pubblicato numerosi libri e articoli relativi ad Ebla e alla storia dell'arte della Mesopotamia e della Siria in genere; in essi, partendo dall'esperienza condotta sul campo, ha intrapreso una revisione critica del ruolo storico della Siria nel quadro delle civiltà del Vicino Oriente. Ha anche pubblicato importanti innovativi contributi sull'arte dell'impero assiro. Ha creato e dirige le serie dei rapporti definitivi degli scavi di Ebla: "Materiali e Studi Archeologici di Ebla" (10 volumi pubblicati), "Archivi Reali di Ebla. Testi" (16 volumi pubblicati), "Archivi Reali di Ebla. Studi" (4 volumi pubblicati). Ha fondato la rivista scientifica "Contributi e Materiali di Archeologia Orientale" (18 volumi pubblicati); nel 2105 ha fondato e dirige la rivista "Studia Eblaitica" per Harrassowitz Verlag, Wiesbaden (8 fascicoli pubblicati). Negli anni più recenti si segnalano suoi importanti contributi sulla tutela del patrimonio culturale in tempo di guerra.

## Riconoscimenti
È Professore Emerito della Sapienza Università di Roma, socio nazionale dell'Accademia Nazionale dei Lincei, socio straniero dell'Académie des Inscriptions et Belles-Lettres di Parigi, socio straniero dell'Akademie del Wissenschaften d'Austria, socio straniero della Royal Swedish Academy, socio onorario dell'Accademia delle Arti e del Disegno di Firenze e socio del Deutsches Archäologisches Institut. Ha fondato l'International Congress on the Archaeology of the Ancient Near East la cui prima seduta si è tenuta a Roma nel 1998 e del cui Comitato Scientifico è stato presidente ed è ora socio emerito; ha ricevuto la laurea honoris causa dalla Università Autonoma di Madrid.
Il 5 giugno 2023, Matthiae riceve dal dittatore Bashar al-Assad l'ordine al merito civile, "classe eccezionale". Questo riconoscimento è da ricollegare al dottorato honoris causa che nel 2004 Matthiae consegnò a Asma al-Assad, moglie del dittatore.

## Vita privata
È stato sposato con l'egittologa Gabriella Scandone, morta nel 2023.

## Opere
- Ebla. Un impero ritrovato, Collana Saggi n.586, Torino, Einaudi, I ed. 1977, ISBN 88-06-09936-1.
  -  Ebla. Un impero ritrovato. Dai primi scavi alle ultime scoperte, Collana Saggi n.719, Torino, Einaudi, II ed. 1989, ISBN 88-06-11489-1.
- I tesori di Ebla, Laterza, Bari, 1984 (1ª edizione), ISBN 88-420-2508-9
  - I tesori di Ebla, Laterza, Bari, 1985 (2ª edizione), ISBN 88-420-2508-9
- Scoperte di archeologia orientale, Laterza, Bari, 1986, ISBN 88-420-2693-X
- Ebla, Storia Dossier n. 23, novembre 1988, Giunti, Firenze, ISBN 88-09-76084-0
- Il sovrano e l'opera. Arte e potere nella Mesopotamia antica, Laterza, 1994, ISBN 88-420-4537-3
- Ebla. La città rivelata, collana «Universale Electa/Gallimard - Storia e civiltà» (nº 56), Electa Gallimard, 1995, ISBN 88-445-0050-7
- Ebla. Alle origini della civiltà urbana. Trent'anni di scavi in Siria dell'Università di Roma «La Sapienza», Electa Mondadori, 1995, ISBN 88-435-5092-6
- Ebla. Un impero ritrovato, Einaudi, 1995 (3ª edizione), ISBN 88-06-13827-8
- Storia dell'arte dell'Oriente Antico IV. I grandi imperi, Electa Mondadori, 1996, ISBN 88-435-5347-X
- L'arte degli Assiri, Laterza, 1996, ISBN 88-420-4747-3
- Storia dell'arte dell'Oriente Antico III. I primi imperi e i principati del Ferro, Electa Mondadori, 1997, ISBN 88-435-5349-6
- Ninive. Capitale degli Assiri, Electa Mondadori, 1998, ISBN 88-435-6208-8
- Ninive. Glanzvolle Hauptstadt Assyriens, Transl. by Eva Ambros, München, Hirmer 1999.
- Storia dell'arte dell'Oriente Antico II. Gli stati territoriali, Electa Mondadori, 2000, ISBN 88-435-5348-8
- Il colore e gli dei. La pittura nell'antica Mesopotamia, Jouvence, 2001, ISBN 88-7801-247-5
- Ninive, Milano, Electa Mondadori, 2002, ISBN 88-435-9980-1
- Prima lezione di Archeologia Orientale, Roma-Bari, Laterza, 2006, ISBN 88-420-7382-2
- Gli Archivi Reali di Ebla. La scoperta, i testi, il significato, Mondadori Università - Sapienza Università di Roma, 2008, ISBN 978-88-61-84005-8
- Ebla. La città del Trono. Archeologia e Storia, Collana Piccola Biblioteca, Einaudi, 2010, ISBN 978-88-06-20258-3.
- Studies on the Archaeology of Ebla 1980-2010, Edited by F. Pinnock, Wiesbaden, Harrassowitz 2013, ISBN 978-3-447-06937-3.
- Distruzioni, saccheggi e rinascite. Gli attacchi al patrimonio artistico dall’antichità all’Isis (Biblioteca Electa), Milano, Mondadori Electa 2015.
- Dalla terra alla storia. Scoperte leggendarie di archeologia orientale, Collana Saggi, Torino, Einaudi, 2018, ISBN 978-88-0623-221-4.
- I volti del potere. Alle origini del ritratto nell'arte dell'Oriente antico, Collana Saggi, Torino, Einaudi, 2020, ISBN 978-88-062-4611-2.